# Ronal Rengifo
Ronal Rengifo (Bajo Baudó, Chocó; 12 de agosto de 1991) es un futbolista colombiano que juega como delantero. Actualmente se encuentra Jugando en Center Fútbol Club.

## Clubes
| Club          | País     | Año         |
| ------------- | -------- | ----------- |
| Cortuluá      | Colombia | 2013 - 2015 |
| Quarteirense  | Portugal | 2017        |
| Lusitano VRSA | Portugal | 2017        |
| Boyacá Chicó  | Colombia | 2018        |